# Ablaberoides kapiriensis
Ablaberoides kapiriensis är en skalbaggsart som beskrevs av Moser 1916. Ablaberoides kapiriensis ingår i släktet Ablaberoides och familjen Melolonthidae. Inga underarter finns listade i Catalogue of Life.